# Турея (Псковская область)
Турея́ — деревня в юго-восточной части Стругокрасненского района Псковской области. Входит в состав сельского поселения «Хрединская волость».

## География
- Деревня расположена в 94 км от города Псков, и входит в Перечень отдалённых или труднодоступных мест на территории Псковской области[2].
- Удалённость от административного центра района и ближайшей железнодорожной станции — посёлка городского типа Струги Красные составляет 35 км.
- Административный центр сельского поселения — деревня Хредино находится в 4 км от деревни.

## Население
| 2001 | 2002 | 2010 | 2011 |
| ---- | ---- | ---- | ---- |
| 10   | ↗19  | ↘5   | ↘4   |

На территории деревни расположено 42 двора, но как и большинство российских деревень, Турея относится к вымирающему типу населённых пунктов. К середине 2009 года постоянное население составляло 2 человека, многократно прирастающее летом за счёт отдыхающих дачников.

## Инфраструктура
В деревне не имеется сколь-нибудь развитой инфраструктуры. Устойчиво работает сотовая связь — «МегаФон», «МТС», «Билайн».

## Транспорт
Деревня не имеет прямого транспортного сообщения. Ближайший населённый пункт, имеющий транспортное сообщение — деревня Залазы находится в 2 км к юго-западу от Туреи, на трассе Р63.

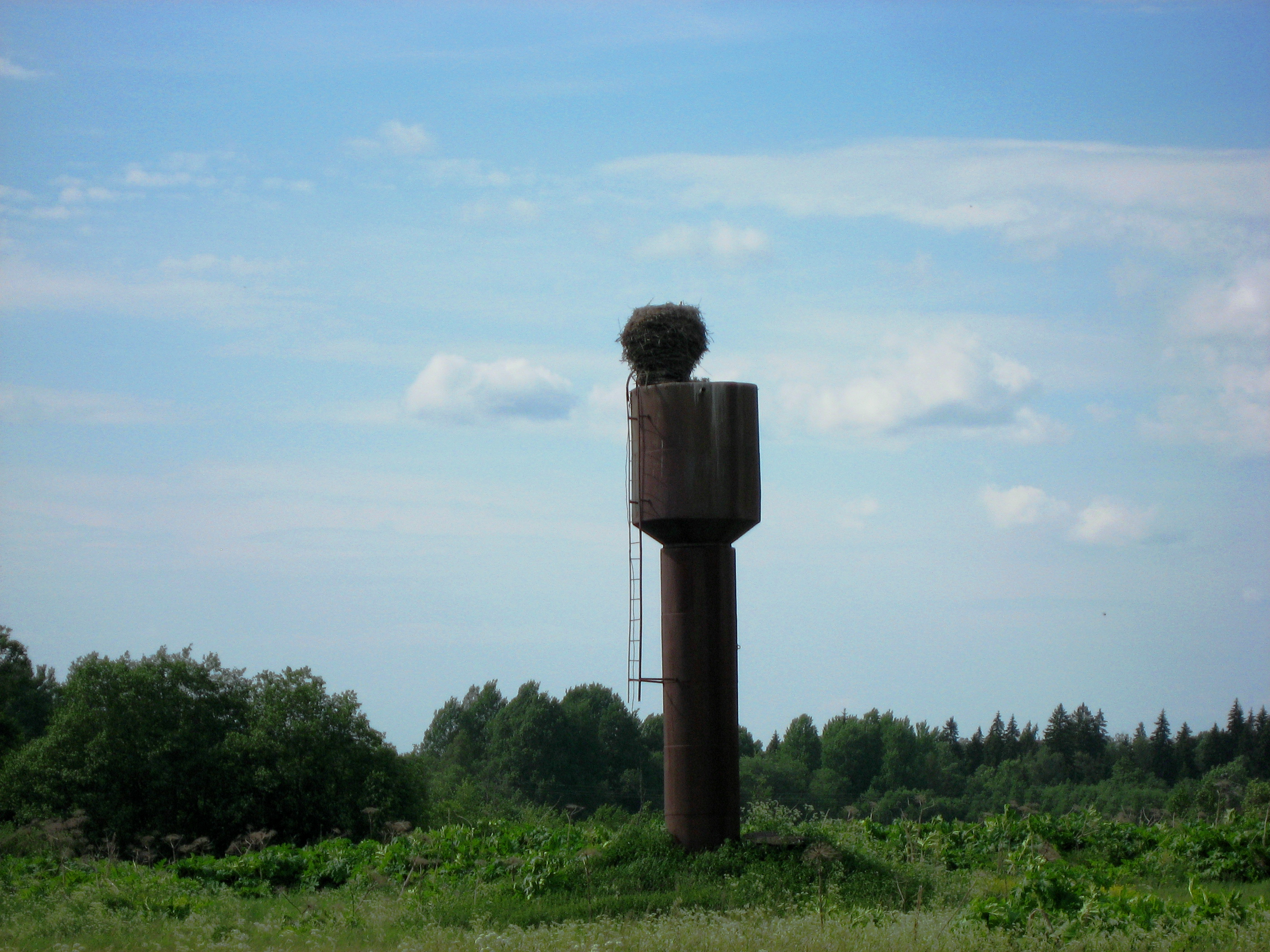
Гнездо аистов на водонапорной башне в Турее